# Гість з Кубані
«Гість з Кубані» (рос. Гость с Кубани) — радянська музична кінокомедія 1955 року, знята на кіностудії «Мосфільм», за оповіданням Юрія Нагибіна «Комбайнери».

## Сюжет
МТС направляє молодого комбайнера Миколу Воробцова на збирання хліба в передовий колгосп «Луч». Але робота в нього не склалася і колгоспниці, крім Насті, що закохалася в нього, почали його висміювати в частівках. Тоді голова пішов на хитрість, сказавши, що в колгосп надсилають з Кубані знатного комбайнера на прізвище Горбань, а Воробцова ставлять до нього в помічники. Миколі це рішення вдарило по самолюбству і він відмінною роботою довів усім, що не гірший за інших і добре володіє своєю професією.

## У ролях
- Анатолій Кузнецов —  Коля (Микола Ілліч) Воробцов
- Тамара Логінова —  Настя Тучкова
- Тамара Носова —  Дуська, подруга Насті, водійка вантажівки
- Лев Дуров —  Михайло Самохін, водій ГАЗ-51, закріплений за комбайном Воробцова
- Ольга Аросєва —  Надя, диспетчерка Загорянської МТС
- Іван Любєзнов —  Іван Іванович Сундуков
- Афанасій Бєлов —  Василь Єгорович Одиноков, помічник комбайнера
- Павло Волков —  Петро Семенович Жигалов, голова колгоспу «Луч»
- Олена Тяпкіна —  Марія Василівна, мати Насті
- Євген Буренков —  Медведєв
- Віра Ліпсток —  Люба
- Раїса Куркіна —  Катя (Катерина Олексіївна) Горбань
- Людмила Маркелова — епізод
- Ніна Дорда — вокал (пісня «Дівоча лірична»)

## Знімальна група
- Автор сценарію:  Юрій Нагибін
- Режисер:  Андрій Фролов
- Помічник режисера:  Михайло Гоморов
- Оператори: Віктор Масевич, Антоніна Егіна
- Художники-постановники: Совєт Агоян, М. Тіунов
- Композитор:  Оскар Сандлер
- Текст пісень:  Вадим Коростильов
- Звукорежисер: Семен Литвинов
- Монтажерка: Олександра Камагорова